# Нубуль
Нубуль (араб. نبل‎) — город на северо-западе Сирии, расположенный на территории мухафазы Халеб. Входит в состав района Аазаз.

## Географическое положение
Город находится в северо-западной части мухафазы, на высоте 429 метров над уровнем моря.

Нубуль расположен на расстоянии приблизительно 18 километров к северо-западу от Халеба, административного центра провинции и на расстоянии 320 километров к северо-северо-востоку (NNE) от Дамаска, столицы страны.

## Население
По данным официальной переписи 2004 года численность населения города составляла 21 039 человек. В конфессиональном составе населения преобладают мусульмане-шииты.

## Транспорт
Ближайший гражданский аэропорт расположен в городе Халеб.

## История
Во время гражданской войны длительное время находился в осаде террористических группировок. Освобождён в феврале 2016 года.